# Detroit Stories
Detroid Stories é vigésimo primeiro albúm solo e o vigésimo oitavo álbum de estúdio do cantor e compositor americano Alice Cooper, lançado em 26 de fevereiro de 2021. O álbum estreiou no topo da parada de vendas na lista da Billboard e é o primeiro álbum de Cooper a ficar no topo em 29 anos.

## Inspiração
Alice Cooper nasceu e foi criado até os dez anos na cidade de Detroit. Sua cidade natal foi importante palco do cenário do rock, então resolveu homenagear em seu albúm como inspirado nas histórias de Detroit, em grande parte das memórias nas cenas de hard rock dos anos 1970 e 1980.

## Lista de faixas
O álbum conta com 15 faixas.
| N.º            | Título                                                     | Duração |  |
| 1.             | "Rock & Roll" (The Velvet Underground cover)               | 4:43    |  |
| 2.             | "Go Man Go"                                                | 2:40    |  |
| 3.             | "Our Love Will Change the World" (Outrageous Cherry cover) | 3:39    |  |
| 4.             | "Social Debris"                                            | 3:05    |  |
| 5.             | "$1000 High Heel Shoes"                                    | 3:29    |  |
| 6.             | "Hail Mary"                                                | 3:15    |  |
| 7.             | "Detroit City 2021"                                        | 3:20    |  |
| 8.             | "Drunk and in Love"                                        | 3:52    |  |
| 9.             | "Independence Dave"                                        | 2:57    |  |
| 10.            | "I Hate You"                                               | 2:34    |  |
| 11.            | "Wonderful World"                                          | 3:20    |  |
| 12.            | "Sister Anne" (MC5 cover)                                  | 4:47    |  |
| 13.            | "Hanging On by a Thread (Don't Give Up)"                   | 3:36    |  |
| 14.            | "Shut Up and Rock"                                         | 2:09    |  |
| 15.            | "East Side Story" (Bob Seger & The Last Heard cover)       | 2:52    |  |
| Duração total: | Duração total:                                             | 50:28   |  |

## Recepção
O álbum teve boa recepção em diversos países, fazendo Cooper novamente alcançar o topo de álbuns mais vendidos da Billboard depois de 29 anos.
| Chart (2021)                          | Pico alcançado position |
| ------------------------------------- | ----------------------- |
| Australian Albums (ARIA)              | 3                       |
| Bélgica (Ultratop Flandres)           | 17                      |
| Bélgica (Ultratop Valônia)            | 7                       |
| Canadá (Billboard)                    | 56                      |
| República Tcheca (ČNS IFPI)           | 27                      |
| Países Baixos (Dutch Charts)          | 51                      |
| Finlândia (Suomen virallinen lista)   | 6                       |
| Alemanha (Offizielle Deutsche Charts) | 1                       |
| Hungria (MAHASZ)                      | 23                      |
| Italian Albums (FIMI)                 | 39                      |
| Norwegian Albums (VG-lista)           | 22                      |
| Polónia (ZPAV)                        | 39                      |
| Swedish Albums (Sverigetopplistan)    | 7                       |
| Suíça (Schweizer Hitparade)           | 3                       |
| Reino Unido (Official Albums Chart)   | 4                       |
| Estados Unidos (Billboard 200)        | 47                      |
| Estados Unidos (Top Hard Rock Albums) | 2                       |
| Estados Unidos (Top Rock Albums)      | 5                       |